# Nyiragongo
Il monte Nyiragongo è un vulcano attivo situato nella Repubblica Democratica del Congo (ex Zaire), circa 20 chilometri a nord della città di Goma e del Lago Kivu e a poca distanza dal confine con il Ruanda. Si trova all'interno del Parco Nazionale Virunga e fa parte della catena dei Monti Virunga, situati sul lato occidentale della Rift Valley. Il suo cratere principale ha un'altitudine massima di 3 470 m s.l.m. e normalmente contiene un lago di lava.

## Caratteristiche
È da considerare uno dei vulcani più attivi del mondo, e anche uno tra i più pericolosi, a causa di caratteristiche intrinseche quali la insolita fluidità della sua lava che dà luogo a colate estremamente rapide, la grande variabilità del livello del suo lago di lava, le emissioni massicce di gas quali biossido di zolfo e anidride carbonica nelle sue prossimità, e per la vicinanza alla città di Goma.
La sua peculiarità è appunto il lago di lava situato all'interno del cratere. Il vulcano fu scoperto dall'esploratore tedesco Adolf von Gotzen nel 1894. L'esistenza del lago di lava, di cui si sospettava l'esistenza, fu confermata con una spedizione scientifica sulla sommità nel 1948. Il 10 gennaio 1977 il cedimento delle pareti del cratere provocò una colata lavica molto rapida che uccise tra le 50 e le 100 persone. Il lago di lava tornò a formarsi nel 1982 ed è tuttora presente. Una nuova eruzione nel 2002 generò una colata che invase e distrusse Goma, insieme a 14 villaggi vicini, costringendo all'evacuazione immediata oltre 400.000 persone. La città è stata successivamente ricostruita sopra la colata lavica. 
Il vulcano è attivo e la composizione del magma è la Nefelite, Il tipo di eruzione a seconda delle colate è effusiva ed è un vulcano a scudo (per la larghezza) e a stratovulcano (per la lunghezza). 
Il vulcano Nyiragongo è attualmente tra i più attentamente sorvegliati al mondo, con la presenza costante di vulcanologi che effettuano monitoraggio in tempo reale sul cratere. Il vulcano emette una enorme quantità di biossido di zolfo; si tratta del vulcano che emette la maggior quantità di questo gas al mondo, immettendone in atmosfera una quantità stimata tra le 15.000 e 48.000 tonnellate ogni 24 ore, una quantità pari cioè alla somma di quella emessa da tutti gli altri vulcani del pianeta.
Si trova a poca distanza dal Nyamuragira, un vulcano con caratteristiche simili, situato 12 chilometri più a nord.